# Бушуев, Семён Кузьмич
Семён Кузьми́ч Бушу́ев (29 января [10 февраля] 1906; деревня Берёзовка, Московская губерния, Российская империя — 23 августа 1958; Рига, Латвийская ССР, СССР) — советский историк, специалист в области кавказоведения и внешней политики России XIX века. Доктор исторических наук, профессор. Профессор исторического факультета Московского государственного университета им. М. В. Ломоносова. Директор Высшей дипломатической школы СССР (1943—1947), заведующий редакцией литературы по международным отношениям и дипломатии Государственного издательства иностранной литературы.

## Биография
Родился в крестьянской деревенской семье. С 13 лет работал плотником на стройках в Московской, Калужской и Смоленской губерний. В 1919 году вступил в Российский коммунистический союз молодёжи. В 1924 году за активную деятельность в комсомольской работе по комсомольской путёвке был направлен на учёбу на рабочий факультет в Москву. 
По окончании в 1927 году рабфака Бушуев для продолжения образования был направлен в Ленинградский политехнический институт им. М. И. Калинина на Отделение общественных наук. В 1929 году был принят кандидатом в члены ВКП(б).
После окончания в 1931 году института, Бушуев работал членом Президиума в Государственном плановом комитете Башкирской АССР и в то же время преподавал историю партии в Уфимском педагогическом институте им. К. А. Тимирязева (ныне Уфимский университет науки и технологий). С того же года являлся членом ВКП(б). После занимал должность заведующего отделом в Госплане СССР и одновременно читал лекции в Московском авиационном институте. В 1933—1934 годах — доцент Московского авиационного института, а в 1934—1940 — профессор истфака МУ и Академии общественных наук при ЦК ВКП(б).
С 1934 года Бушуев стал заниматься изучением проблем отечественной истории. В 1936 году он защитил кандидатскую диссертацию и тогда же перешёл работать в Институт истории АН СССР в качестве старшего научного сотрудника. Подготовил «Хронику о работе сектора истории СССР Института истории Академии наук СССР», вышедшую в 1937 году. В то же самое время являлся доцентом Исторического факультета Московского университета, а с 1940 года лектором Управления пропаганды и агитации ЦК ВКП(б).
Во время Великой Отечественной войны Бушуев неоднократно выезжал на фронт в качестве лектора. В 1942 году он защитил докторскую диссертацию по теме «Борьба горцев Северного Кавказа за независимость (1828—1864 гг.)». С 1943 года, будучи уже профессором Истфака МГУ им. М. В. Ломоносова, работал в системе наркомата (с 1946 — Министерства) иностранных дел СССР, занимая должность директора Высшей дипломатической школы СССР и в качестве эксперта-консультанта МИД СССР.
С 1947 года Бушуев полностью сосредоточился на научно-преподавательской деятельности на Истфаке МГУ им. М. В. Ломоносова на кафедре истории СССР (после её раздела в 1953, — на кафедре истории СССР периода капитализма).
Известно, что в 1949 году Бушуевым были написаны доносы на американскую журналистку и писательницу (прокоммунистических взглядов) А. Л. Стронг, которая впоследствии была выслана из СССР за «шпионаж»; и издателя её книги С. А. Ляндреса, который в результате был осуждён на 8 лет, но в 1953 году реабилитирован.
23 августа 1958 года, находясь в Риге, Бушуев скоропостижно скончался. Похоронен на Новодевичьем кладбище.

## Научная деятельность и её оценки
В сферу научных интересов Бушуева входили: проблемы отечественной историографии, истории внешней политики России и прочее. Основным же научным направлением Бушуева являлась история народов Северного Кавказа (Дагестана, Чечни, Ингушетии, Адыгеи), курс лекций по проблематике которой он читал ещё с 1937 года.
Особое место в исследовательской деятельности Бушуева занимал вопрос движения мюридизма под руководством имама Шамиля во время Кавказской войны в XIX веке. Однако, как отмечала А. Б. Закс, многие, по выражению Бушуева «до сих пор никем не исследованные» до него темы, были заимствованы им у Н. И. Покровского. На заданный ею по этому поводу вопрос, Бушуев, обращаясь к аудитории, ответил, что «По некоторым обстоятельствам имя этого историка лучше не упоминать».
Изначально Бушуев рассматривал мюридизм как борьбу горцев за независимость против экспансии Российской империи, что в целом соответствовало в то время политической конъюнктуре в СССР. Однако, когда в начале 1950-х годов взгляды на мюридизм, который теперь оценивался как «инспирированный Турцией и Англией», были пересмотрены, Бушуев вместе с другими авторами и редакторами учебников по истории СССР (члены-корр. АН СССР Н. М. Дружининым и А. М. Панкратовой и проф. М. В. Нечкиной) подвергся в некоторой степени опале. В частности, как отмечалось в постановлении Президиума АН СССР от 1950 года, — «Институт истории АН СССР издал политически вредную книгу С. К. Бушуева о Шамиле». В дальнейшем Бушуев рассматривал мюридизм уже как реакционное движение. При этом, когда на волне XX съезда КПСС в 1956—1957 годах был поднят вопрос о возвращении к оценке движения Шамиля как национально-освободительного, то, по выражению профессора В. Б. Кобрина, — «именно Бушуев сопротивлялся больше всех».

## Основная библиография
Монографии
- Бушуев С. К. Борьба горцев за независимость под руководством Шамиля. — Институт истории АН СССР. — М.: АН СССР, 1939. — 184 с.
- Бушуев С. К. Крымская война (1853—1856 гг.). — М.—Л.: АН СССР, 1940. — 160 с. — (Академия наук — стахановцам: Научно-популярная серия).
- Бушуев С. К. Революционное движение в Чечено-Ингушетии в 1905—1907 гг. — Чечено-Ингушский НИИ ИЯЛ. — Грозный: Чеченггосиздат, 1941. — 170 с.
- Бушуев С. К. Фашистская фальсификация истории СССР. — Сталинабад: Госиздат Тадж. ССР, 1942. — 23 с. — (В помощь пропагандисту).
- Бушуев С. К. Фашистская фальсификация истории. — Свердловск: Свердлгиз, 1943. — 59 с.
- Бушуев С. К. А. М. Горчаков (Из истории русской дипломатии): в 2 томах. — Высшая дипломатическая школа. — М.: Московский институт востоковедения, 1944—1946.
  - Бушуев С. К. А. М. Горчаков (дипломат: 1798—1883) / Ред. и предисл. В. П. Якубовского. — М.: Институт международных отношений, 1961. — 109 с.
- Бушуев С. К. Крымская война 1853—1856 годов: Героическая оборона Севастополя. — М.: Воениздат, 1946. — 64 с. — (В помощь преподавателю дивизионной школы партийного актива. История СССР).
- Бушуев С. К. История Кабарды (с древнейших времён до конца XIX века). — Кабардинский НИИ СМ КАССР. — Нальчик: [б. и.], 1953. — 211 с.
- Бушуев С. К. Из истории внешнеполитических отношений в период присоединения Кавказа к России. (20—70-е годы XIX в.). — М.: Московский университет, 1955. — 116 с.
- Бушуев С. К. Из истории русско-кабардинских отношений. — Нальчик: Кабард. кн. изд-во, 1956. — 192 с.

Учебные пособия
- Бушуев С. К. Учебные материалы по курсу «Русская историография»: Для студентов-заочников Исторического факультета государственных университетов: в 3 томах. — Министерство высшего образования СССР. — М.: МГУ им. М. В. Ломоносова, 1957—1959.

Принимал участие
- Его глазами / Э. Рузвельт / Пер. с англ. А. Д. Гуревича и Д. Э. Куниной; под ред. И. Е. Овадиса; вступ. статья проф. С. К. Бушуева. — М.: Госиноиздат, 1947. — 253 с.
- Очерки истории Адыгеи / Отв. ред. С. К. Бушуев. — Адыгейский НИИ ЯЛИ. — Майкоп: Адыг. кн. изд-во, 1957. — Т. 1. — 484 с.
- История Северо-Осетинской АССР: в 2 томах / Отв. ред. С. К. Бушуев. — Северо-Осетинский НИИ СМ СОАССР. — М.: АН СССР, 1959—1966. — 334 с.

Также
- Бушуев С. К. Декабристы (Из цикла «Прошлое нашей родины»). — М.: [б. и.], 1938. — 9 с. — (Микрофонные материалы Всесоюзного радиокомитета. Исключительно для радиовещания. Для Сектора агитации и пропаганды; № 110).
- Сергеев-Ценский С. Н. Севастопольская страда: эпопея в 3 томах / Вступ. ст. С. К. Бушуева. — М.—Л.: ГИХЛ; Гослитиздат; Гос. воен.-мор. изд., 1941.